# هارولد ريتشي
هارولد ريتشي هو سياسي أمريكي، ولد في 24 مايو 1949 في بوغالوسا في الولايات المتحدة. نشط حزبياً في الحزب الديمقراطي. وقد انتخب عضو مجلس نواب لويزيانا ‏.